# Johan van Banning
Johan Petrus Dorothée van Banning (Rotterdam, 1 april 1906 – Genk, 28 februari 1986) was een Nederlands politicus namens de KVP.
Hij werd geboren als zoon van Theodorus Lucianus Johannes van Banning (1857-1933) en Maria Julia Janssens (1867-1929). Hij was burgemeester van Gennep, Schaesberg, Geleen en, waarnemend, van Spaubeek. Ook was hij lid van de Provinciale Staten van Limburg. Hij werd gedecoreerd tot officier in de Orde van Oranje-Nassau en publiceerde verschillende werken over met name historisch-geografische en staatsrechtelijke onderwerpen.